# Hydrotropismus

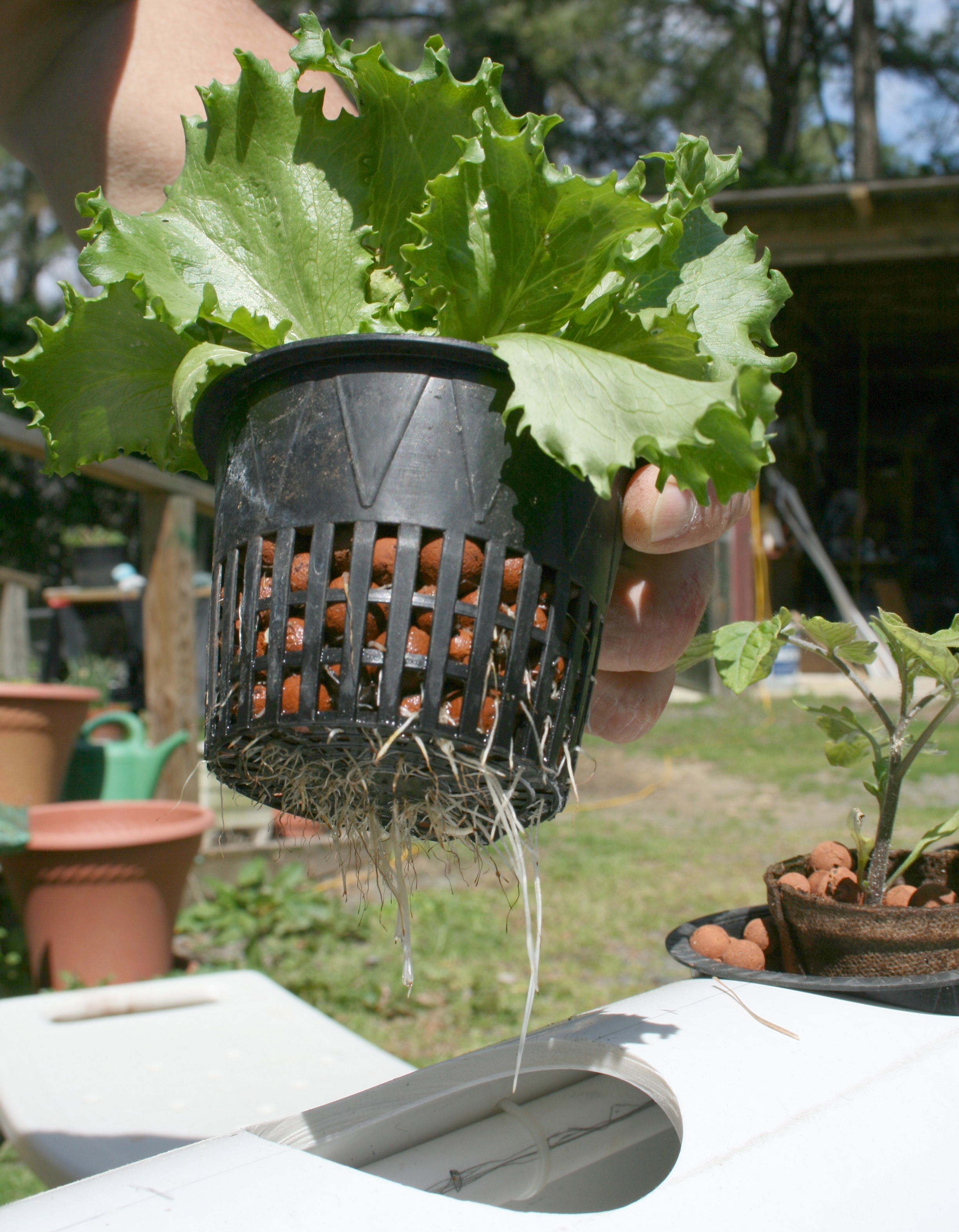
Kořeny rostliny, hydroponie.

Hydrotropismus je druh tropismu, růstový pohyb rostlinných orgánů vyvolaný nestejnoměrnou vlhkostí prostředí. Voda není tak silný směrový podnět, jako gravitace pro gravitropismus, světlo pro fototropismus,nebo dotyk pro thigmotropismus. Voda se snadno pohybuje v půdě a půdní vlhkost se neustále mění, takže rozdíly ve vlhkosti půdy nejsou tak stabilní.

## Překlad slova
(hydro = voda; tropism = na vůli nezávislá orientace organismu, která se týká ohýbání nebo směřování růstu jako pozitivní nebo negativní odpovědi na podnět.

## Popis
Hydrotropismus kořenů rostlin je především jev popisovaný u laboratorních rostlin, pěstovaných ve vlhkém vzduchu, spíše než v půdě. Jeho ekologický význam u rostlin rostoucích v půdě je nejasný, protože je tak málo prozkoumán hydrotropismus výzkumem u kořenů rostlin rostoucích v půdě. Nedávný objev rostliny, která postrádá hydrotropismus může snad pomoci objasnit jeho roli v přírodě . Hydrotropismus může mít význam u rostlin pěstovaných v podmínkách změněné gravitace .

## Rozdělení
- Pozitivní hydrotropismus projevují např. kořeny rostlin rostou za vlhkem.
- Negativní hydrotropismus je ohyb od vyšší vlhkosti.

## Hydrotropismus u parazitických rostlin
Vzrostný vrchol některých parazitických rostlin vykazuje pozitivní hydrotropismus ke kvetoucím rostlinám (např. kokotice).

## Běžné omyly
- Větší růst kořenů v oblastech vlhké půdy, než v suché půdě není obvykle výsledkem hydrotropismu.[5]. Hydrotropismus způsobuje ohýbání kořenů tak, aby růstem směřovaly do více vlhké půdy. Kořeny potřebují vodu, aby rostly ve vlhčí půdě a větve rostly více, než v suché půdě.
- Kořeny nemohou vnímat vodu uvnitř neporušeného potrubí pomocí hydrotropismu a rozbít roury k získání vody.[zdroj?]
- Kořeny nemohou vnímat vodu na vzdálenost několika metrů pomocí hydrotropismu a růst směrem k vzdálenému zdroji vlhkosti. Hydrotropismus zřejmě funguje jen na vzdálenost několika milimetrů.[zdroj?]